# Destruction Derby
Destruction Derby is een computerspel dat werd ontwikkeld door Reflections Interactive Limited en uitgebracht door Psygnosis Limited. Het racespel werd kwam uit in 1995 voor de platforms DOS en de PlayStation.
De speler moet met zijn auto zo veel mogelijk schade aanrichten aan auto's van tegenstanders. Het aantal punten dat de speler ontvangt, is afhankelijk van hoe zijn tegenstander geraakt wordt. Als die een draai van 360 graden maakt, levert dit meer punten op dan wanneer hij op volle snelheid vanaf de zijkant wordt geraakt. Naast een racemodus kent het spel modi voor head-to-headrace of de legendarische Destruction Derby zelf dat in een arena plaatsvindt.

## Platform
| Jaar | Platform                                 |
| ---- | ---------------------------------------- |
| 1995 | DOS, Play Station                        |
| 1996 | SEGA Saturn                              |
| 2007 | PlayStation Network (PlayStation 3, PSP) |
| 2011 | Android                                  |

## Ontvangst
| Beoordeeld door        | Platform    | Datum | Score |
| ---------------------- | ----------- | ----- | ----- |
| PC Player (Denemarken) | DOS         | 1996  | 95%   |
| Coming Soon Magazine   | DOS         | 1996  | 91%   |
| Game Players           | PlayStation | 1995  | 91%   |
| Joystick (Frans)       | DOS         | 1995  | 85%   |
| Power Play             | DOS         | 1995  | 78%   |
| PC Gameplay (Benelux)  | DOS         | 1996  | 78%   |
| GameSpot               | DOS         | 1996  | 71%   |
| CD Player              | PlayStation | 1996  | 70%   |
| Absolute Playstation   | PlayStation | 1996  | 70%   |
| Jeuxvideo.com          | PlayStation | 2011  | 70%   |

## Vervolgen
- Destruction Derby (1995 Saturnus en PS 1, 1996 voor PC)
- Destruction Derby II (1996 voor PS 1 en PC)
- Destruction Derby 64 (1999 voor de Nintendo 64)
- Destruction Derby Raw (2000 voor PS 1)
- Destruction Derby Arenas (2004 voor PS2)